# مارك بينيت (لاعب سنوكر)
مارك بينيت (بالإنجليزية: Mark Bennett)‏ هو لاعب سنوكر بريطاني، ولد في 23 سبتمبر 1963 في نيوبورت في المملكة المتحدة.

## روابط خارجية
- مارك بينيت على موقع CueTracker.net (الإنجليزية)